# Октай, Метин
Мети́н Окта́й (тур. Metin Oktay; 2 февраля 1936, Измир — 13 сентября 1991, Стамбул) — турецкий футболист, нападающий. Рекордсмен по числу званий лучшего бомбардира чемпионата Турции — 6 раз. По общему количеству голов в чемпионате Турции занимает 4 место среди всех футболистов с 217-ю мячами. Легенда «Галатасарая».

## Карьера
Метин Октай начал свою карьеру в любительском измирском клубе «Дамладжык» в 1952 году, а уже на следующий сезон выступал в молодёжном составе клуба «Йюн Менсукат», играя в составе которой Октай смог дебютировать в молодёжной сборной Турции и поехать с командой на Молодёжный чемпионат мира в Германию, где сборная Турции стала 4-й. В 1954 году, сразу после чемпионата мира и в конце турецкого футбольного сезона, Октай перешёл в клуб «Измирспор», а уже на следующий сезон стал лучшим бомбардиром Лиги Измира, забив 17 мячей в 18-ти матчах. Гюндюз Кылыч, тренер «Галатасарая», сразу пригласил игрока в свой клуб, конечно, Метин Октай ответил согласием, подписав 5-летний контракт и получив в подарок автомобиль Шевроле.
В свой первый сезон в «Галатасарае», Октай стал лучшим бомбардиром Стамбульской лиги, забив 19 мячей. Метин Октай в те годы стал автором рекорда: он становился лучшим бомбардиром чемпионата Стамбула 4 раза подряд, а затем 3 раза подряд лучшим снайпером новообразованного в 1959 году чемпионата Турции, таким образом, он 7 лет был лучшим снайпером чемпионатов в которых играл. В 1960 году Метин Октай подписал рекордный для турецкого футбола контракт с «Галатасараем», к сожалению, из-за этого контракта он был вынужден развестись со своей женой Ойа Сары, которая желала, чтобы супруг играл только за «Измирспор». В декабре 1960 Октай забил 4 мяча в ворота «Фенербахче», которые возвели его в ранг легенды среди поклонников «Галатасарая» и звезды в масштабах Турции: он стал первым турецким футболистом, снявшимся в кино, поставленном по мотивам его жизни, ему посвящали песни и речовки, он был желанным героем газетных полос. Метин Октай играл за Галатасарай до 1969 года, за исключением небольшого периода карьеры в итальянском клубе «Палермо». Болельщики прозвали Октая «Некоронованный царь» за его умение особенно сильно играть в турецких дерби против главных соперников «Галатасарая» — «Фенербахче», ворота которых Октай поражал 18 раз, и «Бешикташа», которому Октай забил 13 голов.
После окончания карьеру игрока в 1969 году Метин Октай стал работать помощником главного тренера «Галатасарая» и даже недолго проработал главным тренером клуба, немного поработал Октай и с клубом «Бурсаспор». А с 1984 года по 1986 Октай был членом правления «Галатасарая», принимая важные решения в управлении клубом. Погиб Метин Октай 13 сентября 1991 года в результате автокатастрофы в Стамбуле, каждый год, в день смерти игрока, футболисты «Галатасарая» и поклонники клуба отдают дань памяти Метину на кладбище Козлу около Топкапы в Стамбуле. Спорткомплекс «Галатасарая» назван именем Метина Октая.

## Достижения

### Командные
- Чемпион Турции: 1962/63, 1968/69
- Обладатель Кубка Турции: 1963, 1964, 1965, 1966
- Обладатель Суперкубка Турции: 1966, 1969
- Обладатель Кубка TSYD: 1963, 1966, 1967
- Чемпион Стамбула: 1956, 1958

### Личные
- Лучший бомбардир чемпионата Измира: 1955
- Лучший бомбардир чемпионата Стамбула (3): 1957, 1958, 1959
- Лучший бомбардир чемпионата Турции (6): 1959, 1959/60, 1960/61, 1962/63, 1964/65, 1968/69
- Лучший бомбардир сезона в Европе: 1963
- Лучший бомбардир в истории «Галатасарая»: 357 голов
- Рекордсмен «Галатасарая» по количеству голов в сезоне: 48 голов

## Статистика выступлений
| Клуб                   | Сезон                  | Лига | Лига | Кубки | Кубки | Еврокубки | Еврокубки | Прочие | Прочие | Итого | Итого |
| Клуб                   | Сезон                  | Игры | Голы | Игры  | Голы  | Игры      | Голы      | Игры   | Голы   | Игры  | Голы  |
| ---------------------- | ---------------------- | ---- | ---- | ----- | ----- | --------- | --------- | ------ | ------ | ----- | ----- |
| Измирспор              | 1954/55                | 18   | 17   | -     | -     | -         | -         | 0      | 0      | 18    | 17    |
| Измирспор              | Итого                  | 18   | 17   | 0     | 0     | 0         | 0         | 0      | 0      | 18    | 17    |
| Галатасарай            | 1954/55                | 0    | 0    | -     | -     | -         | -         | 1      | 0      | 1     | 0     |
| Галатасарай            | 1955/56                | 17   | 19   | -     | -     | 0         | 0         | 0      | 0      | 17    | 19    |
| Галатасарай            | 1956/57                | 16   | 17   | 11    | 7     | 2         | 2         | 0      | 0      | 29    | 26    |
| Галатасарай            | 1957/58                | 17   | 19   | 9     | 10    | 0         | 0         | 1      | 1      | 27    | 30    |
| Галатасарай            | 1958/59                | 16   | 22   | -     | -     | 0         | 0         | 0      | 0      | 16    | 22    |
| Галатасарай            | 1959                   | 15   | 11   | -     | -     | 0         | 0         | 0      | 0      | 15    | 11    |
| Галатасарай            | 1959/60                | 33   | 33   | -     | -     | 0         | 0         | 5      | 3      | 38    | 36    |
| Галатасарай            | 1960/61                | 30   | 36   | -     | -     | 0         | 0         | 0      | 0      | 30    | 36    |
| Галатасарай            | Итого                  | 144  | 157  | 20    | 17    | 2         | 2         | 7      | 4      | 173   | 180   |
| Палермо                | 1961/62                | 12   | 3    | 0     | 0     | 0         | 0         | 0      | 0      | 12    | 3     |
| Палермо                | Итого                  | 12   | 3    | 0     | 0     | 0         | 0         | 0      | 0      | 12    | 3     |
| Галатасарай            | 1962/63                | 26   | 38   | 7     | 4     | 6         | 5         | 1      | 1      | 40    | 48    |
| Галатасарай            | 1963/64                | 32   | 18   | 6     | 7     | 5         | 6         | 2      | 3      | 45    | 34    |
| Галатасарай            | 1964/65                | 22   | 17   | 6     | 3     | 6         | 3         | 0      | 0      | 34    | 23    |
| Галатасарай            | 1965/66                | 26   | 19   | 5     | 1     | 1         | 0         | 1      | 0      | 33    | 20    |
| Галатасарай            | 1966/67                | 17   | 10   | 1     | 0     | 0         | 0         | 0      | 0      | 18    | 10    |
| Галатасарай            | 1967/68                | 27   | 18   | 6     | 3     | 0         | 0         | 2      | 0      | 35    | 21    |
| Галатасарай            | 1968/69                | 30   | 17   | 8     | 4     | 0         | 0         | 1      | 0      | 39    | 21    |
| Галатасарай            | Итого                  | 180  | 137  | 39    | 22    | 18        | 14        | 7      | 4      | 244   | 177   |
| Всего за «Галатасарай» | Всего за «Галатасарай» | 324  | 294  | 59    | 39    | 20        | 16        | 14     | 8      | 417   | 357   |
| Всего за карьеру       | Всего за карьеру       | 354  | 314  | 59    | 39    | 20        | 16        | 14     | 8      | 447   | 377   |

Источник:
- Metin Oktay (тур.). Mackolik.com. Дата обращения: 8 июля 2016. Архивировано 16 января 2014 года.